# Amtsgericht Rosheim
Das Amtsgericht Rosheim war ein deutsches Amtsgericht mit Sitz in Rosheim in den Jahren von 1884 bis 1918.

## Geschichte
Rosheim war Sitz eines französischen Friedensgerichts. Nach der Abtretung Elsass-Lothringens im Frieden von Frankfurt an das Deutsche Reich 1871 wurde die Gerichtsstruktur mit dem Gesetz, betreffend Abänderung der Gerichtsverfassung vom 14. Juli 1871 und der Ausführungsbestimmung hierzu vom gleichen Tag neu geregelt. Dabei wurden die Friedensgerichte beibehalten. Durch Verordnung des Reichskanzlers vom 7. August 1871 wurde das Friedensgericht Rosheim aufgehoben und sein Sprengel dem Friedensgericht Oberehnheim zugeordnet.
Im Rahmen der Reichsjustizgesetze wurden 1879 die Friedensgerichte im Reichsland Elsass-Lothringen aufgehoben und Amtsgerichte gebildet. Ein Amtsgericht Rosheim entstand dabei nicht.
Das Amtsgericht Rosheim wurde durch Verordnung vom 15. April 1884 für den Bezirk des Kantons Rosheim errichtet. Es war dem Landgericht Zabern nachgeordnet.
Der Gerichtsbezirk umfasste 1895 den Kanton Rosheim mit 143 Quadratkilometern und 12.739 Einwohnern und zehn Gemeinden.
Mit der Verordnung über den Sitz und die Bezirke der Amtsgerichte vom 3. April 1909 ging die Gemeinde Mühlbach aus dem Sprengel des Amtsgerichts Rosheim in den Sprengel des Amtsgerichts Molsheim über.
Nach der Abtretung Elsass-Lothringens an Frankreich nach dem Ersten Weltkrieg wurde das Amtsgericht Rosheim als „Tribunal cantonal Rosheim“ weitergeführt. Im Zweiten Weltkrieg wurde 1940 von der deutschen Besatzungsmacht die vorgefundene Gerichtsstruktur unter Verwendung deutscher Ortsnamen und Behördenbezeichnungen, hier also wieder als Amtsgericht Rosheim, fortgeführt.